# Telèmac
|  | Per a altres significats, vegeu «Sant Telèmac». |

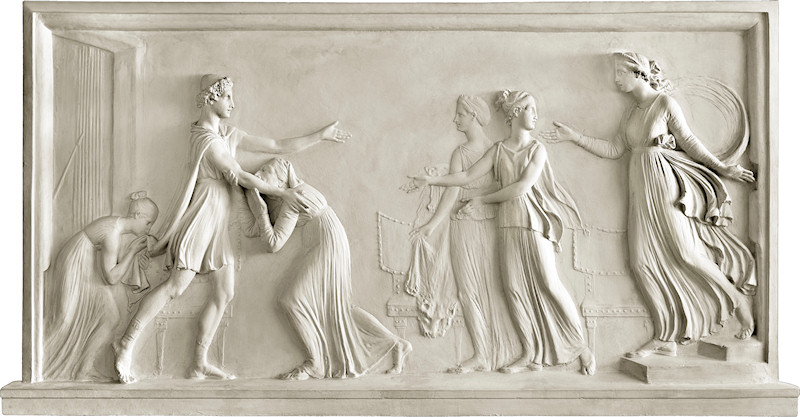
Antonio Canova. Ritorno di Telemaco

En la mitologia grega Telèmac (en grec antic Τηλέμαχος Telémakhos, «lluitador llunyà», en al·lusió al seu pare) fou un heroi, fill d'Odisseu i Penèlope, i un personatge de L'Odissea d'Homer.
Telèmac era molt jove quan el seu pare Odisseu va marxar a la Guerra de Troia. Vint anys després, s'esforça per plantar cara als pretendents que assetgen la seva mare i surt a buscar el pare, a qui tothom dona per mort.
Després que els déus en assemblea haguessin decidit que Odisseu havia de tornar a casa des de l'illa d'Ogígia, Atena, adoptant l'aparença de Mentes, rei dels tafis, va anar a Ítaca i va advertir Telèmac que expulsés els molestos pretendents de la seva mare de casa seva, i que anés a Pilos i Esparta per obtenir informació sobre el seu pare.
A Pilos es reuneix amb Nèstor i amb el seu fill Pisístrat, i després, a Esparta amb Menelau amb la idea de recollir informació sobre el pare. Nèstor no sap res, però Menelau li revela la visió de Proteu sobre el seu pare: Odisseu està retingut contra la seva voluntat per la nimfa Calipso. Mentre torna a Ítaca, Telèmac acaba retrobant-se amb el seu pare i l'ajuda a acabar amb els pretendents.
Telèmac va seguir el consell, però els pretendents van refusar abandonar la casa i Atena, encara amb la forma de Mentes, el va acompanyar a Pilos. Allà van ser rebuts hospitalàriament per Nèstor. Una filla de Néstor, Policasta, va banyar Telèmac i el seu fill Pisístrat va dormir amb ell i després el va guiar a Esparta. De nou Menelau el va rebre amablement i li va comunicar la profecia de Proteu sobre Odisseu: que era retingut contra la seva voluntat per la nimfa Calipso.
Des d'Esparta, Telèmac va tornar a casa seva, on va trobar el seu pare amb el porquerol Eumeu. Però com que Atena l'havia metamorfosat en captaire, Telèmac no va reconèixer-lo fins que més tard aquest li va revelar qui era. Llavors pare i fill van acordar castigar els pretendents i, després d'acabar amb ells, els van dispersar. Telèmac va acompanyar el seu pare a veure el seu ancià avi Laertes.
A les tradicions posteriors a Homer es recull que Palamedes, quan intentava persuadir Odisseu perquè s'unís als grecs contra Troia i aquest fingia imbecil·litat, va posar el nen Telèmac davant de l'arada amb què Odisseu estava llaurant. Segons algunes fonts, Telèmac va ser el pare de Persèpolis i del poeta Homer amb Policasta (de vegades anomenada Epicasta), filla de Nèstor, i de Ptoliportes amb Nausícaa, filla d'Alcínous. D'altres expliquen que va ser induït per Atena a casar-se amb Circe i que amb ella va ser pare de Llatí, o que es va casar amb Cassífone, una filla d'aquesta, però en una disputa amb la seva sogra la va matar, per la qual cosa al seu torn Cassífone el va matar a ell. Una versió afirma que Odisseu, a causa d'una profecia que anunciava que el seu fill li era perillós, el va desterrar d'Ítaca. Servi fa Telèmac el fundador de la ciutat de Clúsium a Etrúria.